# 蘇阿拉拉區
16°26′S 45°23′E / 16.433°S 45.383°E

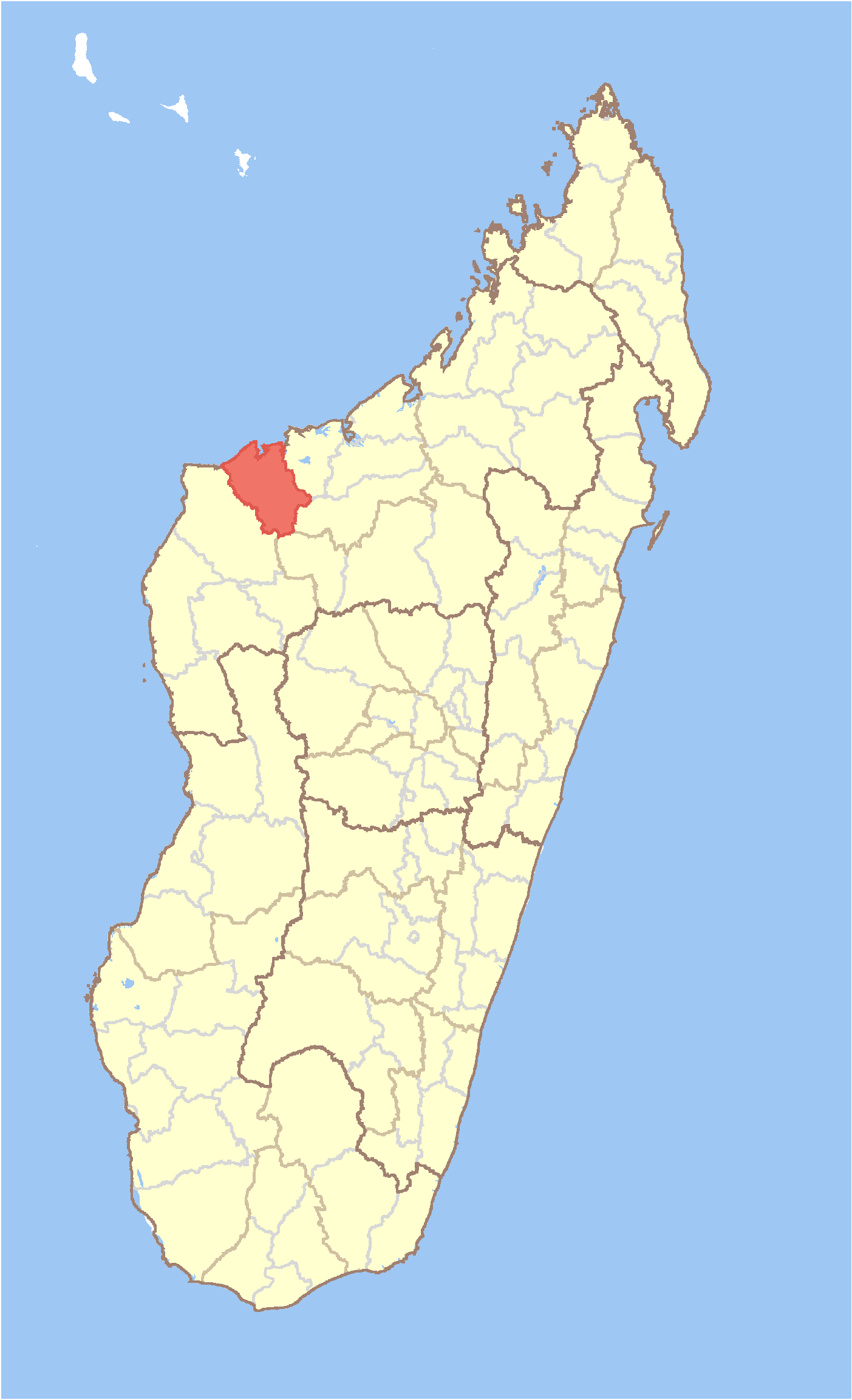

蘇阿拉拉區，是馬達加斯加的行政區，位於該國西北部，由博愛尼區負責管轄，首府設於蘇阿拉拉，面積6,578平方公里，2011年人口45,479，人口密度每平方公里7人。